# John Muir Wilderness
La John Muir Wilderness est une zone restée à l'état sauvage et protégée, qui s'étend le long de la crête de la Sierra Nevada, en Californie (États-Unis). Elle s'étend sur environ 150 km dans la forêt nationale d'Inyo et la forêt nationale de Sierra, pour une surface de 2 350 km2. Créée en 1964 par le Wilderness Act, elle est nommée en hommage au naturaliste John Muir.

## Description
Cette aire protégée s'étend du Reds Meadow (près de Mammoth Mountain) au nord, au mont Whitney au sud.
Dans cette région se trouvent les plus hauts pics montagneux de la Sierra Nevada. Aux États-Unis, le glacier le plus au sud, les glaciers Palisade, se trouvent dans cette aire sauvage et protégée.

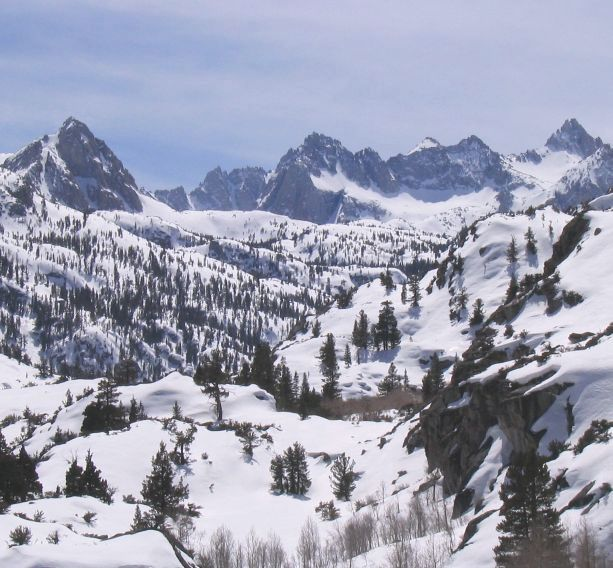
John Muir Wilderness

Le Pacific Crest Trail et le John Muir Trail traversent cette dernière, ainsi que de nombreux petits sentiers de randonnée.
On trouve des mouflons de la Sierra Nevada dans la région, du fait que cette dernière est sauvage et protégée, pour ainsi garantir leur protection.
Les montagnes notables sont les monts Whitney et Humphreys et la North Palisade.

## Galerie

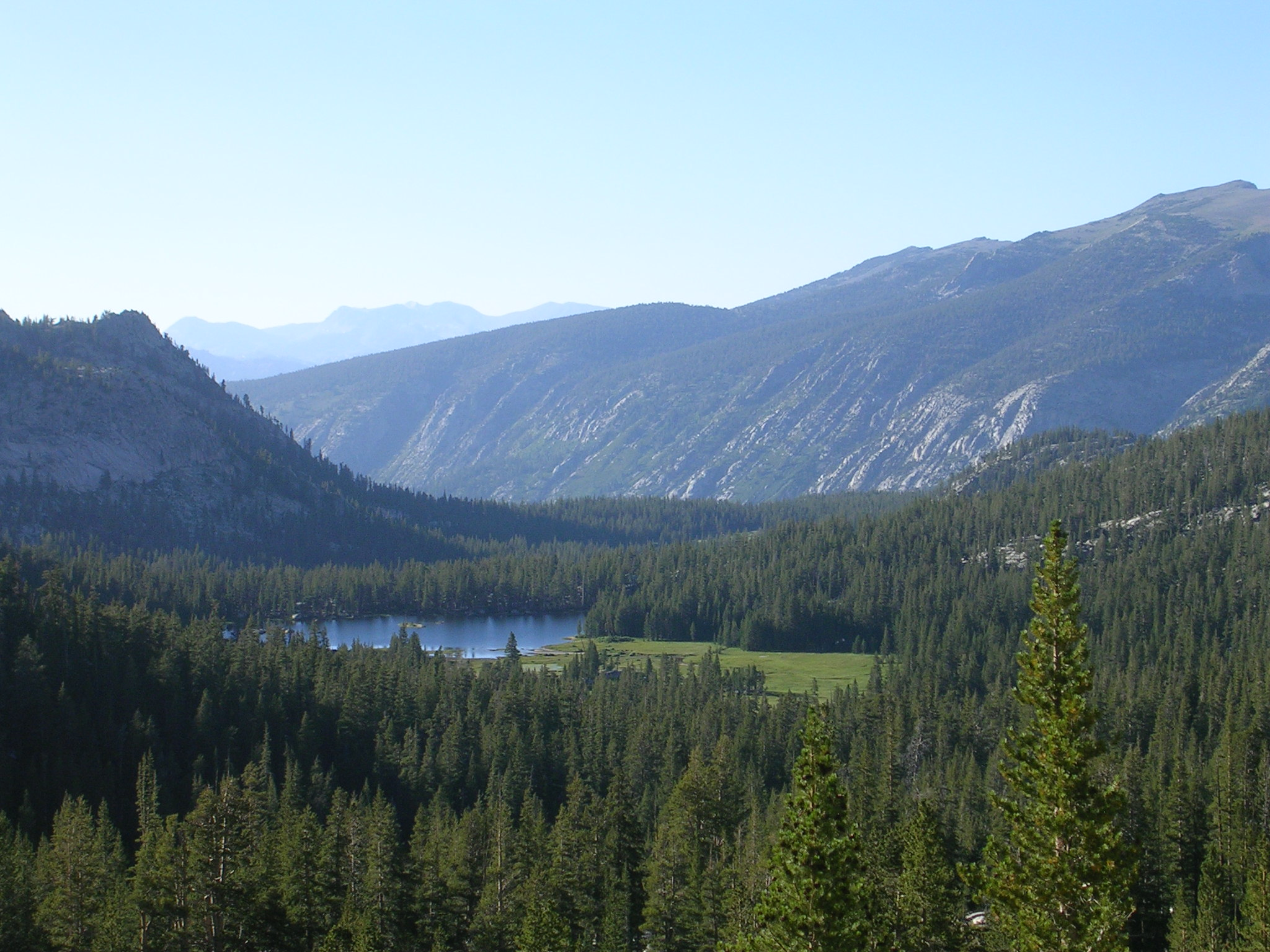
Grassy Lake
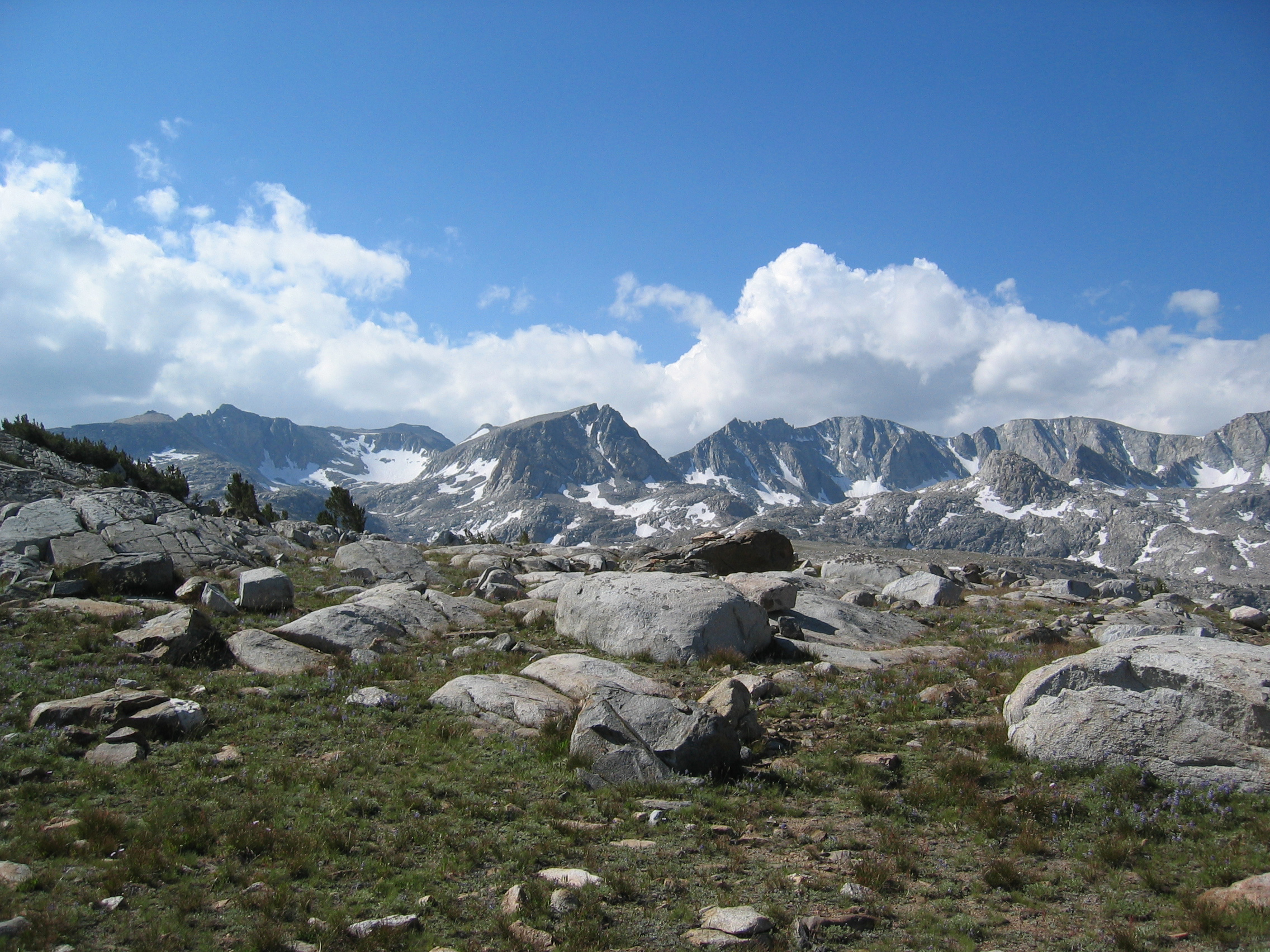
Humphries Basin
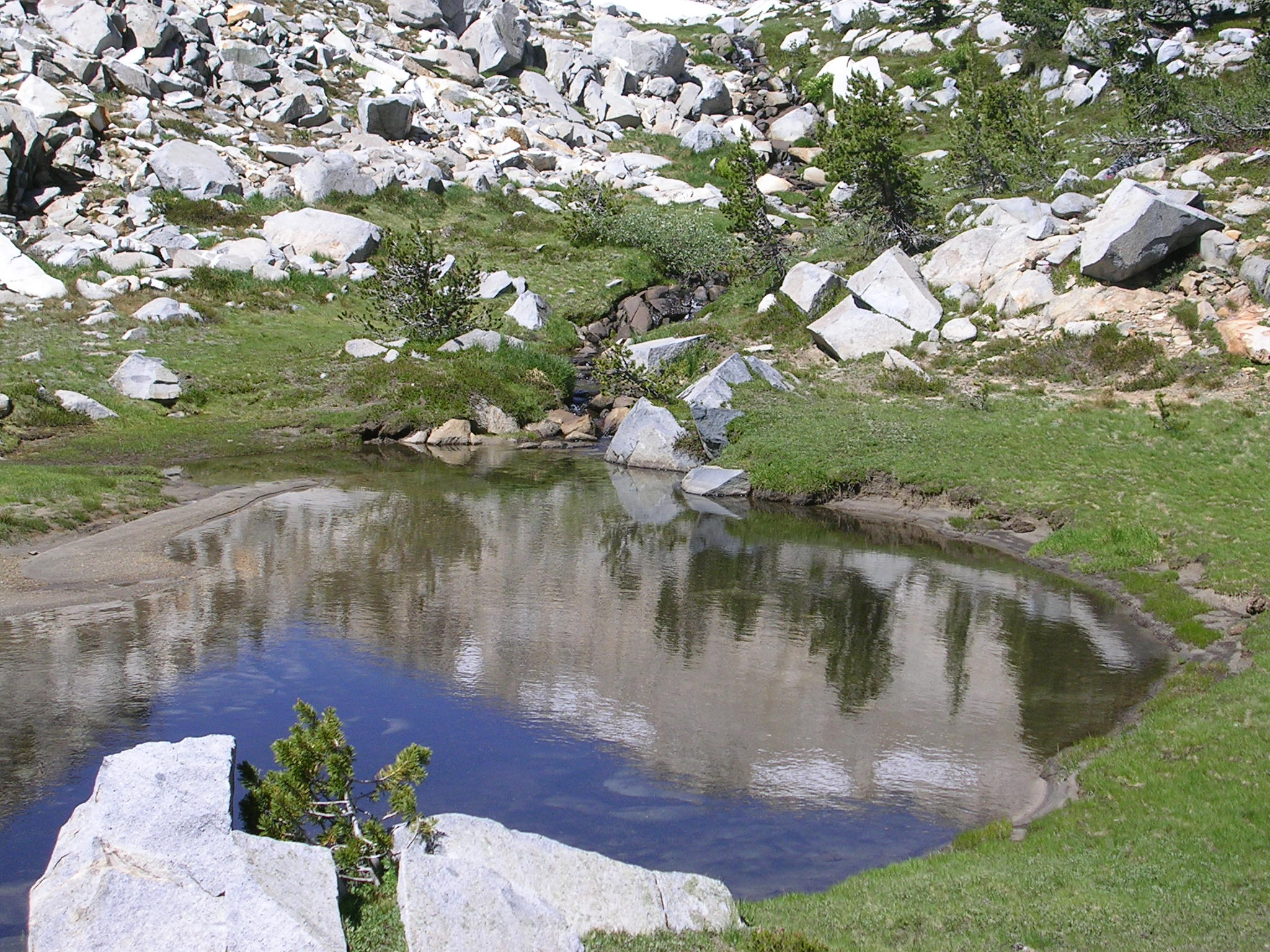
Graveyard Pond
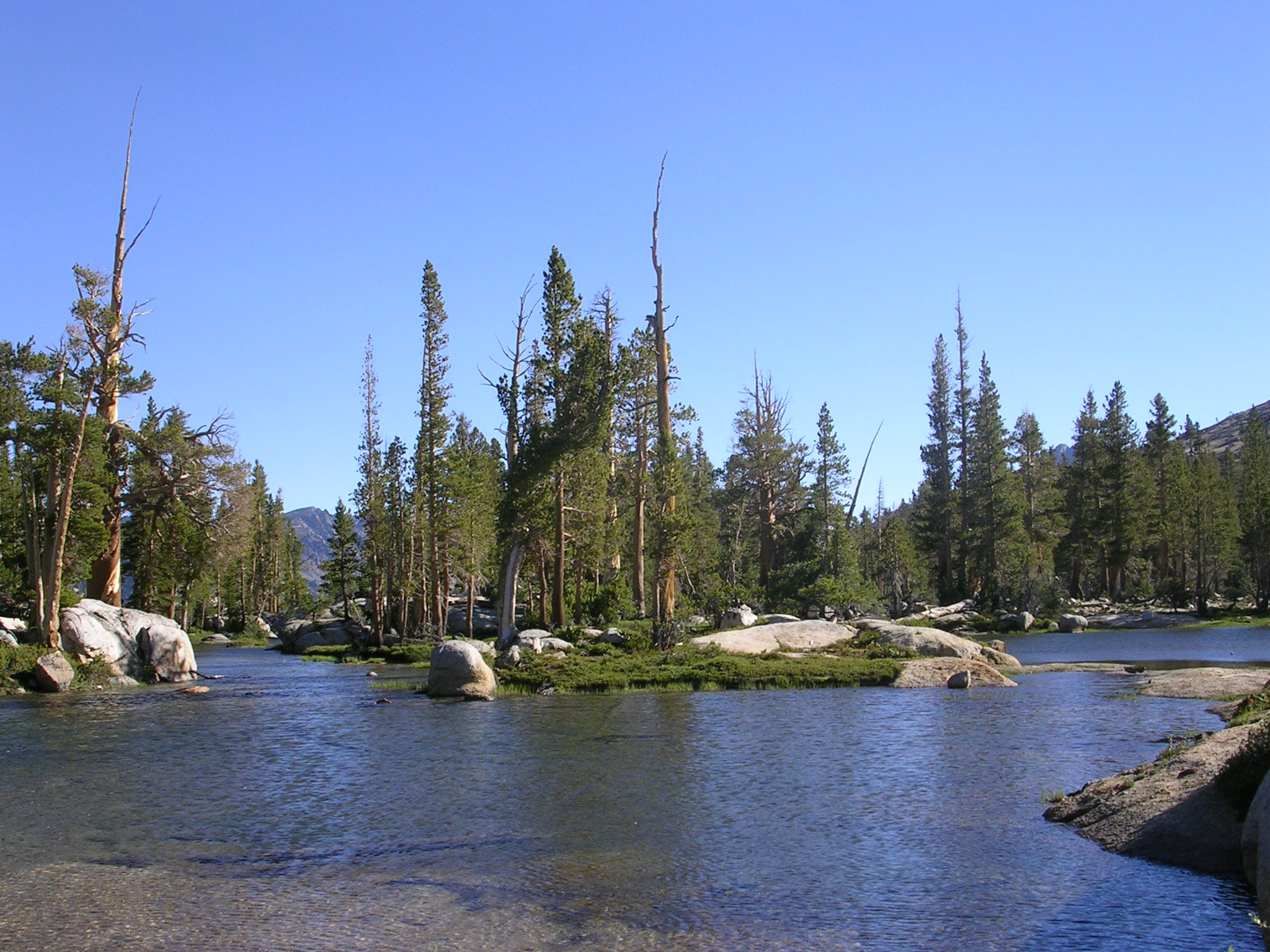
Little Lake
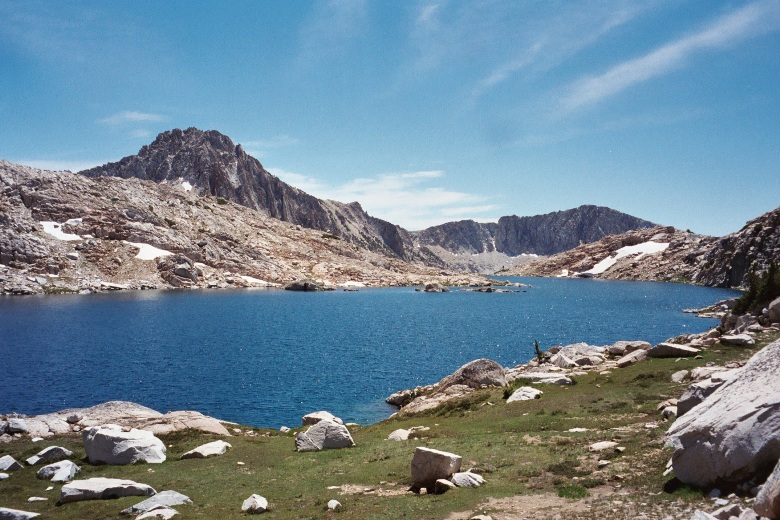
Bighorn Lake
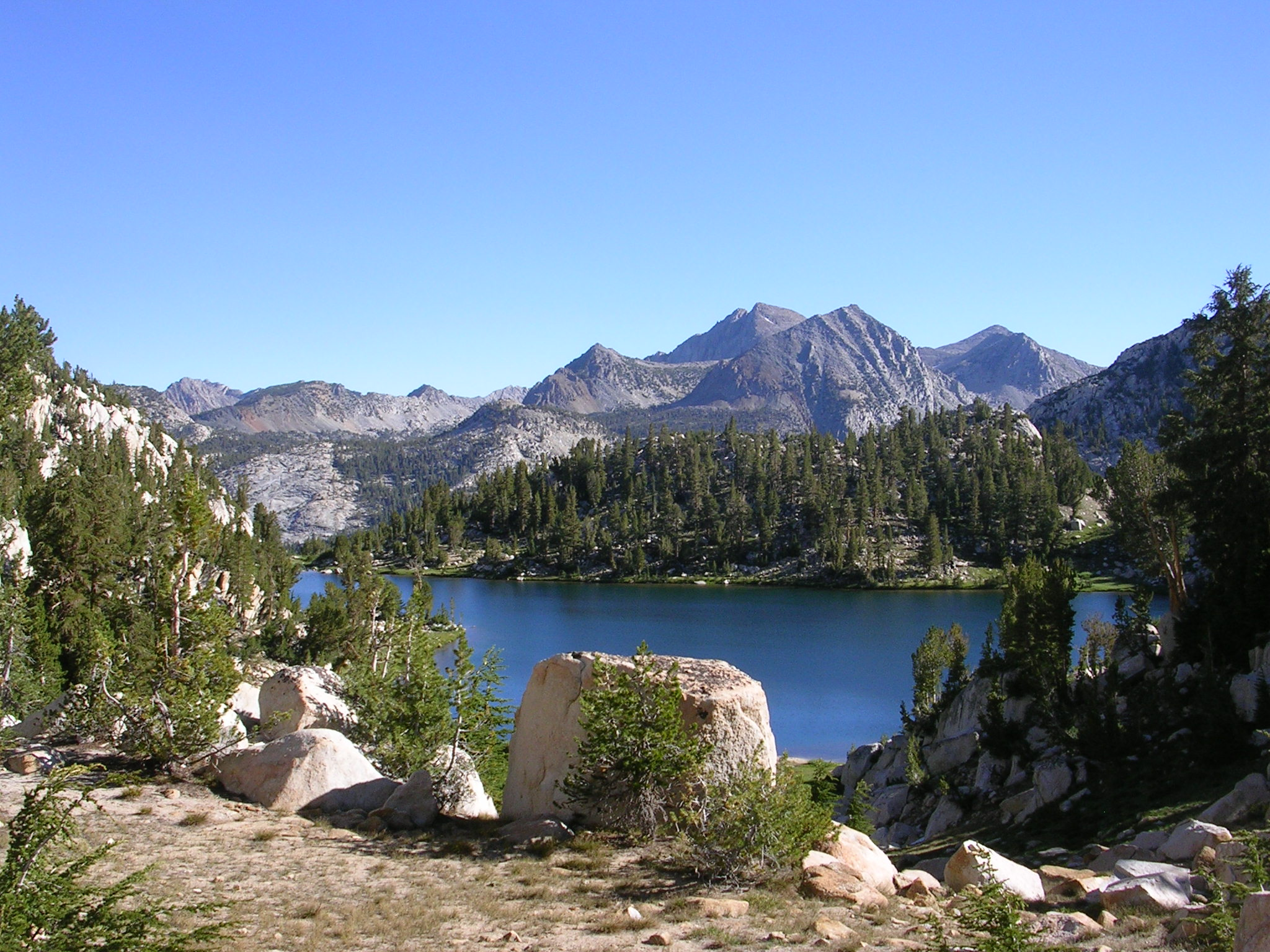
Lake of the Lone Indian
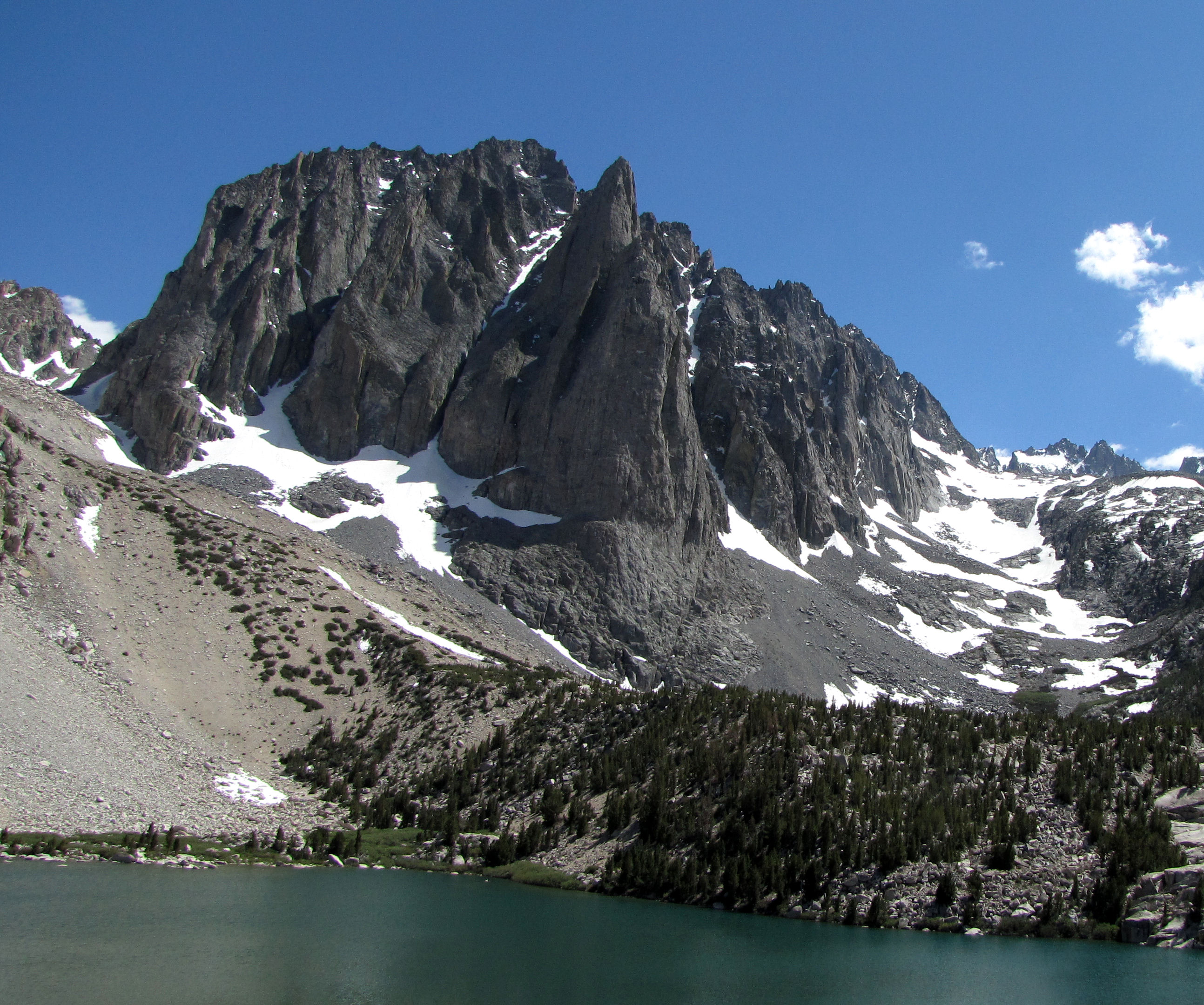
Temple Crag